# Conde de Casal (métro de Madrid)
Conde de Casal est une station de la ligne 6 du métro de Madrid, en Espagne.

## Situation sur le réseau
La station de métro se situe entre Pacífico et Sainz de Baranda.

## Histoire
La station Conde de Casal entre en service le 11 octobre 1979. Elle fait partie du tracé initial de la ligne 6 entre Pacífico et Cuatro Caminos qui est inauguré par le roi Juan Carlos Ier.

## Services aux voyageurs

### Intermodalité
La station est en correspondance avec les lignes d'autobus n°14, 32, 56, 63, 143, 145, 156, E, N9 du réseau EMT ainsi que les autobus interurbains 312, 312A, 313, 326, 331, 332, 333, 334, 336, 337, 339, 341, 351, 352, 353, N301, N302 et N303.